# Двухуровневый элемент
Двухуровневый элемент (электроника) — элемент двоичной электронной логики, в которой двум разным уровням напряжения («низкое», «высокое») соответствуют два разных логических состояния, которые обычно обозначают как «0» и «1».
Отличается от трёхуровневых троичных логических элементов, которые имеют три уровня напряжения («низкое», «среднее» и «высокое»), которым соответствуют три логических состояния, которые обозначают как «0», «1» и «2» в обычной троичной логике или «-1», «0» и «+1» или «-», «0» и «+» в симметричной троичной логике или другими образами.
К двухуровневым элементам электронной логики относятся логические элементы двоичных логик РТЛ, ДТЛ, ТТЛ, МОП, КМОП и др.